# Соснівка (Шосткинський район)
Сосні́вка (МФА: [soˈsɲiu̯kɐ] ( прослухати); раніше — Шутівка) — село в Україні, у Шалигинській селищній громаді Шосткинського району Сумської області. Населення станом на 2001 рік становило 658 осіб. До 2016 року орган місцевого самоврядування — Соснівська сільська рада.

## Географія
Соснівка розташована на північному сході Сумської області за 152 км від обласного центру, 54 км від районного центру та 11 км від міста Глухова, між річками Клевень та Обеста. Вище за течією на відстані 3,5 км розташоване село Катеринівка, нижче за течією на відстані 4,5 км розташований адміністративний центр громади смт Шалигине, на протилежному березі — село Сваркове. Найближча залізнична станція Глухів (за 11 км). За 3 км від села пролягає автошлях міждержавного значення E38 Глухів — Курськ Територія села межує з Рильським районом Курської області Росії.
З усіх боків село оточене хвойними лісами. 
Навколо чисельні іригаційних каналів.

## Історія
Перша писемна згадка про село датується початком XVII століття. Першими поселенцями тут були монахи та втікачі-кріпаки з Курської губернії.
У 1708 році територія поселення перейшла у власність Глинської пустині, що їй подарував князь О. Меншиков, який отрим того ж року Крупецьку волость разом з селом у подарунок від Петра I.
У 1760 році ця слобода за чисельністю населення досягла статусу села, яке назвали Шутівка, проте згодом село стало власністю поміщика, який продав Шутівку разом з людьми за собаку. Відтоді село мало назву Сучкина Слобода — ця назва проіснувала нетривалий час, і згодом село перейменовано в  Соснівку.
У 2011 році Соснівка стала переможцем обласного етапу конкурсу «Населений пункт найкращого благоустрою і підтримки громадського порядку».
12 серпня 2016 ррку, в ході децентралізації, Соснівська сільська рада об'єднана з Шалигінською селищною громадою.
12 червня 2020 року, відповідно до розпорядження Кабінету Міністрів України № 723-р «Про визначення адміністративних центрів та затвердження територій територіальних громад Сумської області», село увійшло до складу Шалигинської селищної громади.
19 липня 2020 року, в результаті адміністративно-територіальної реформи та ліквідації Глухівського району, село увійшло до складу новоутвореного Шосткинського району.
17 серпня 2024 року оперативне командування «Північ» повідомило про обстріли Сумської області. Серед постраждалих населених пунктів село Соснівка – 1 вибух, ймовірно КАБ; 2 вибухи, ймовірно міномет 120 мм; 1 вибух, ймовірно ФПВ-дрон.      

## Населення
За даними на 1973 рік у Соснівці налічувалось 268 домогосподарств, а чисельність  населення становило 810 осіб.
| 1973 | 1980 | 2001 |
| ---- | ---- | ---- |
| 810  | 741  | 658  |
|      | ▼    | ▼    |

### Мова
Розподіл населення за рідною мовою за даними перепису 2001 року:
| Мова            | Кількість | Відсоток |
| --------------- | --------- | -------- |
| російська       | 388       | 58.97%   |
| українська      | 266       | 40.43%   |
| румунська       | 3         | 0.46%    |
| інші/не вказали | 1         | 0.14%    |
| Усього          | 658       | 100%     |

## Інфраструктура

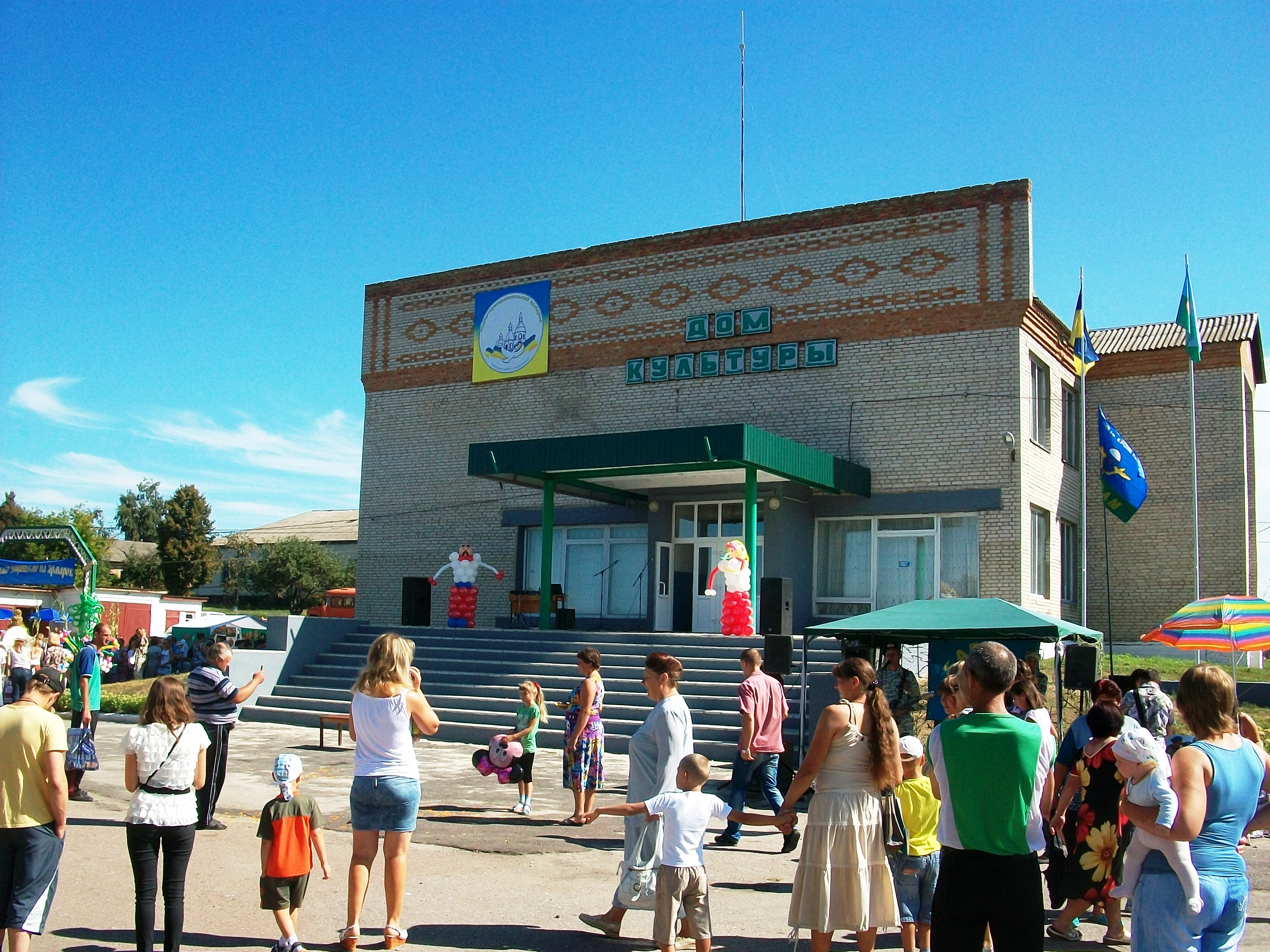
Будинок культури

На сьогодні на території села діють:
- Дитячий дошкільний навчальний заклад
- Середня загальноосвітня школа
- Клуб
- Будинок культури
- Амбулаторія
- Спортивний майданчик
- Стадіон.

## Пам'ятки

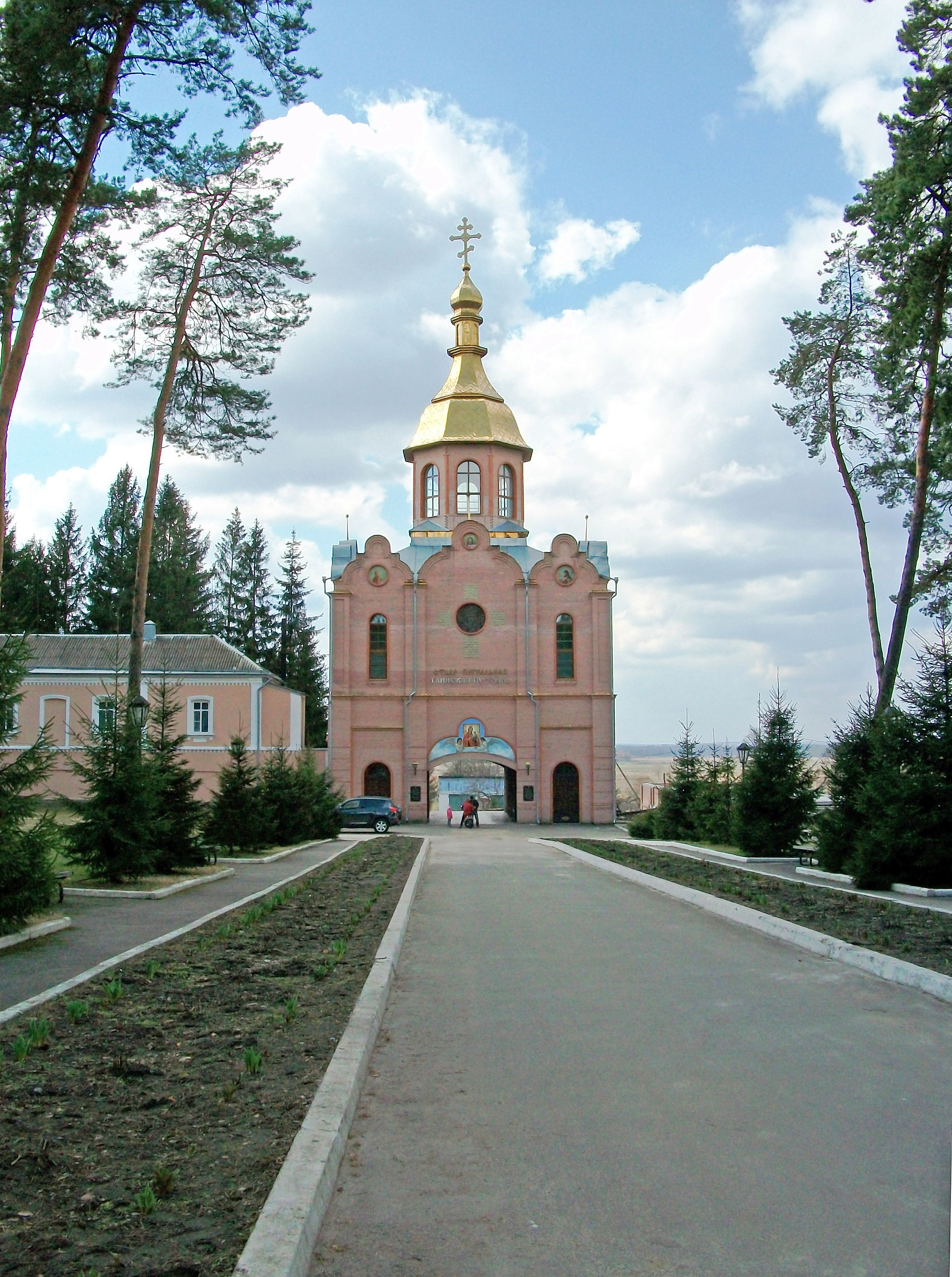
Глинська пустинь. Надбрамний храм в ім'я ікони Іверської Божої Матері

В селі споруджено меморіал на честь радянських воїнів (1958 рік), які загинули в боях за визволення села від гітлерівців та пам'ятний знак на честь 273-х односельців, полеглим в боротьбі проти нацистів.
За 3 км від села, на правому березі річки Обести, з 1557 року діє монастир Глинської Різдва Богородиці Пустині.

### Ботанічні пам'ятки
Біля села розташована ботанічна пам'ятка природи місцевого значення «Сосни» площею 0,5 га. Унікальні сосни віком більш 200 років, висота дерев 25-32 метрів, діаметр стовбурів 50-70 см. Природно-історична цінність — унікальні, багаторічні, добре розвинені дерева, мають естетичну, науково-пізнавальну, оздоровчу цінність.

## Уродженці села
- Павловський Олексій Павлович — український мовознавець, автор першої в історії українського мовознавства «Граматики малоросійського говору» (1818 рік) та «Словника малоросійського говору (буква А-Б)»[1].
- Кришкін Василь Трохимович — Герой Радянського Союзу.